# Ralf Schuldt
Ralf Schuldt ist ein ehemaliger deutscher Squashspieler.

## Karriere
Ralf Schuldt war in den 1980er-Jahren als Squashspieler aktiv. Mit der deutschen Nationalmannschaft nahm er 1981, 1985 und 1987 an der Weltmeisterschaft teil, die das Turnier auf dem 16., 8. und 14. Platz abschloss. 1983 stand er im Hauptfeld der Einzel-Weltmeisterschaft und schied in der ersten Runde gegen Magdi Saad aus. Er gehörte außerdem mehrfach zum deutschen Kader bei Europameisterschaften. 1984 wurde Schuldt Deutscher Meister. 1987 und 1988 gewann er mit dem DHSRC Hamburg zweimal in Folge den Titel der 1. Squash-Bundesliga.

## Erfolge
- Deutscher Meister: 1984